# Tianzhou 4
Tianzhou 4 (天舟四号; Tiānzhōu èrhào) var en flygning av Kinas obemannat lastrymdskepp, Tianzhou. Farkosten sköts upp med en Chang Zheng 7-raket, den 9 maj 2022.. Några timmar efter uppskjutningen dockade farkosten med den kinesiska rymdstation Tiangong.
Målet med flygningen var att leverera förnödenheter och utrustning till rymdstationen.
Farkosten lämnade rymdstationen den 9 november 2022 och brann upp i jordens atmosfär den 14 november 2022.